# Roger II Trencavell
Roger II Trencavell (c. 1150-19 de març de 1194), també conegut com a Roger II de Besiers, va ser vescomte de Carcassona, Besiers, Rasès i Albi des de la mort del seu pare, Ramon I Trencavell, el 1167. Durant el seu govern es va desenvolupar l'administració dels seus territoris amb la creació dels càrrecs de senescal i subvicari. Els seus darrers anys es van caracteritzar per una creixent inestabilitat en les seves relacions amb l'Església per la seva actitud permissiva amb el catarisme.

## Biografia
Roger era el fill gran de Ramon I Trencavell i Saura. Quan encara era un nen, el 1153, el van posar sota "custòdia i servei" d'Ermengarda de Narbona. L'octubre de 1167 el seu pare va ser assassinat a l'església de la Magdaleta de Besiers per un grup de burgesos de la vila. Ramon V de Tolosa, així com la ciutat de Besiers, es va oposar llavors al nomenament del jove Roger com a successor, que es va revelar. El 1169, i amb l'ajuda de les tropes catalano-aragoneses, va recuperar Besiers per la força i una part de la població va ser massacrada. El 1171 el comte de Tolosa va reconèixer finalment a Roger com a vescomte de Besiers i Albi i va oferir-li la seva filla Adalais com a esposa, obrint-se així un preu període d'aliança entre ambdós governants.
Roger va entaular bones relacions amb Ermengarda de Narbona, quan el 1171 van firmar un jurament d'ajuda mútua. El 1177, va defensar l'aliança que Ermengarda havia fet amb Guillem VIII de Montpeller per evitar que Ramon V de Tolosa s'apoderés de Narbona. Aquest conflicte va precipitar el trencament amb el comte de Tolosa el 1179 i l'acostament de Roger II a Alfons I d'Aragó.
El juny de 1185, i malgrat Adalais es trobava en aquell moment embarassada, Roger II Trencavell va acceptar com a hereu el fill del rei d'Aragó Alfons II de Provença, de tan sols cinc anys. Segurament va ser una maniobra de cautela del vescomte tement que el fill que esperava amb Adalais fos una nena. Tanmateix Adalais va tenir un nen i Alfons de Provença va perdre els seus drets sobre les terres dels Trencavell.
El 1189 Ramon va caure greument malalt i va escriure les seves voluntats. Tot i així va acabar recuperant-se i el 1191 va reunir els seus vassalls per assegurar-ne la lleialtat cap al seu fill Ramon Roger.
Ramon II Trencavell va morir el 19 de març de 1194. El seu cos va ser enterrat a l'abadia de Cassan, a l'actual departament de l'Erau.

## Conflicte amb l'Església
El 1175, Roger va empresonar a Gerard, bisbe d'Albi, per conflictes de jurisdicció. Roger va col·locar al seu lloc un vicari, Pere Ramon d'Hautpol, que va ocupar aquest lloc fins al 1177. El seu conflicte amb l'església es va endurir quan el 1178 Enric de Marcy, que dirigia una legació papal a la regió, va marxar sobre Albi, abligant a Roger II a haver-ne de fugir per a refugiar-se a Ambialet. Enric de Marcy va alliberar el bisbe Gerard i va marxar llavors a Castres, on va declarar heretge el vescomte Trencavell i el va excomunicar.
El 1179, va ser novament excomunicat per Pons d'Arsac per la seva "evident falta d'entusiasme per a l'extirpació de l'heretgia" en virtud del vint-i-setè cànon del Tercer Concili del Laterà i el decret ad abolendam del papa Luci III. També fou acusat de contractar routiers. Encara el 1181, Enric de Marcy va retornar al Llenguadoc i va assetjar a Roger i la seva esposa a La Vaur, que va caure de seguida.

## Enllaços i descendència
El 1171 es va casar amb Adalais de Tolosa, filla de Ramon V, comte de Tolosa, i de Constança de França. D'aquesta unió en va néixer un únic fill, Ramon Roger, que hereterà les possessions i títols del seu pare el 1194.

### Obres generals
- CHEYETTE, Fredric L: Ermengard of Narbonne and the World of the Troubadours. Ithaca: Cornell University Press, 2001. ISBN 0-8014-3952-3
- DÉJEAN, Jean-Luc: Les comtes de Toulouse (1050-1250), Fayard, 1979 (reimprès el 1988). ISBN 2-213-02188-0
- DETLEV Schwennicke: Europäische Stammtafeln, vol. III, 1983, (p. 145).
- GRAHAM-LEIGH, Elaine: The Southern French Nobility and the Albigensian Crusade. Woodbridge: The Boydell Press, 2005. ISBN 1-84383-129-5
- LE BLEVEC, Daniel: Les cartulaires méridonaux, Actes du colloque organisé à Béziers les 20 et 21 septembre 2002, École des chartes, París, 2006. ISBN 2-900791-80-4

### Obres específiques
- DÉBAX, Hélène: La Féodalité languedocienne, XI-XII siècles: Sermens, hommages et fiefs dans le Languedoc des Trencavel, Presses universitaires du Mirail, Tolosa de Llenguadoc, 2003 ISBN 285816651X
- DÉBAX, Hélène: « Un cartulaire, une titulature et un sceau : le programme politique du vicomte Roger II (Trencavel) dans les années 1180 », a Daniel Le Blévec (éd.), Les Cartulaires méridionaux, École nationale des chartes, 2006; o la mateixa obra a Centre historique de recherches et d'études médiévales sur la Méditerranée occidentale, Montpeller.
- GRAHAM-LEIGHT-Leigh, Elaine: « The proconsul ruling the city called Carcassonne: memory, title and the Trencavel viscounts, 1068–1209 », Historical Research, vol. 76, 2002.